# Cameroon Development Corporation

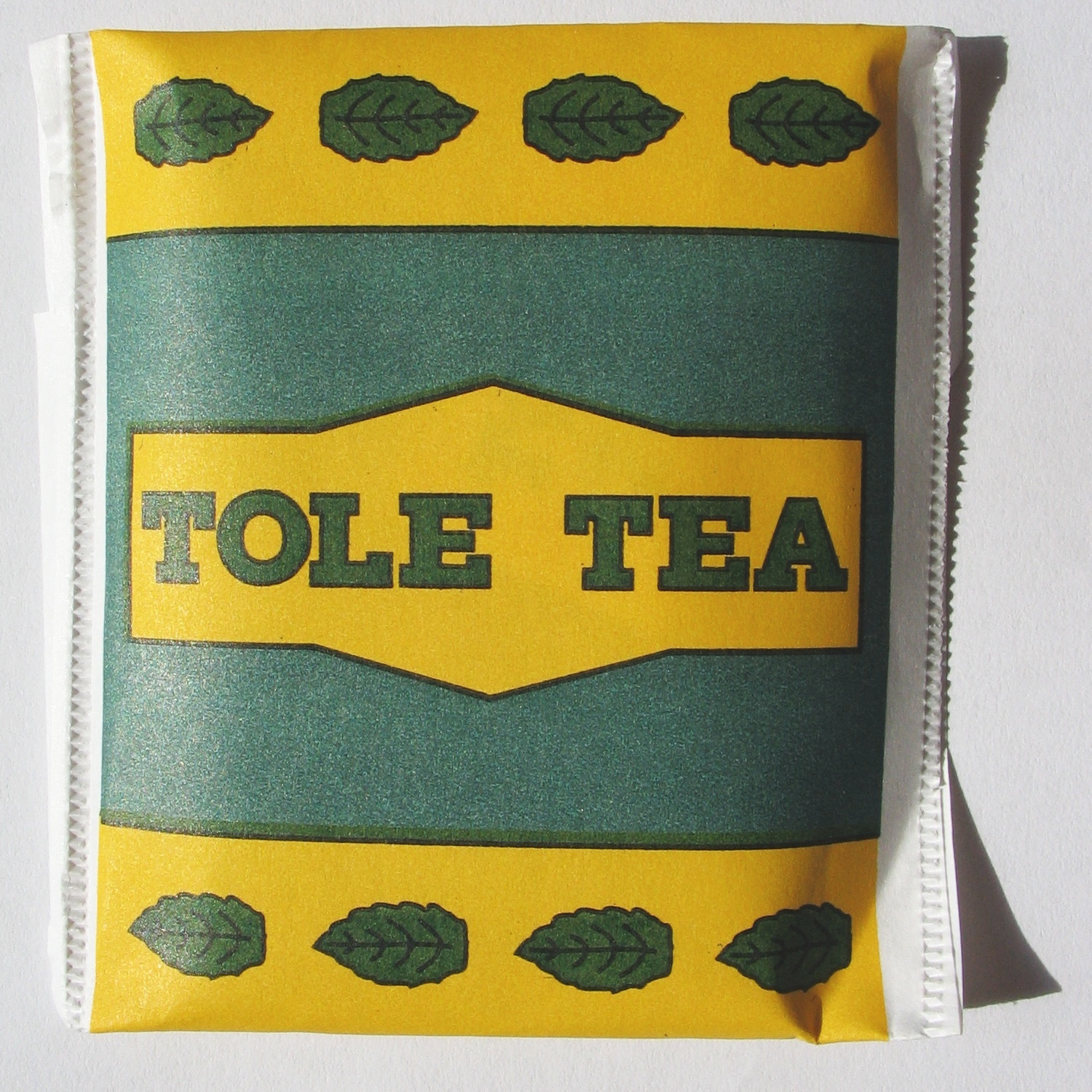
Thé produit par la CDC

La Cameroon Development Corporation (CDC) est une entreprise agro-industrielle de la région du Sud-Ouest du Cameroun. Elle constitue le premier employeur du pays après l'État et l'un des principaux exportateurs. 

## Histoire
Les racines de la société remontent au partage de l'Afrique par les Européens à la conférence de Berlin en 1885. Un an avant, le traité germano-douala est signé en 1884 entre les Allemands et les chefs traditionnels douala. 
Au « Kamerun » sous protectorat allemand, les Allemands, nouveaux maîtres accaparent les terres tout le long de la côte océanique. La CDC est une agro-industrie qui a été créée en 1947 avec pour objectifs d'acquérir, développer et produire des cultures tropicales. L'histoire de l'entreprise commence lorsque les Britanniques mettent la main sur les plantations allemandes lors de la Première Guerre mondiale. Ceux-ci décident de les regrouper toutes en une seule société, chargée de mettre en valeur la colonie. Dans les années 1960, après l'indépendance, ses activités s'étendent sur plus de 100 000 hectares et elle dispose d'un budget double de celui de l’État camerounais. L'entreprise est considérée avec suspicion par les autorités françaises qui voient en elle la possibilité pour les Anglo-saxons d'étendre leur influence à l'intérieur du pré carré français.
En 2019, en raison de la crise dans les régions anglophones du Nord-Ouest et du Sud-Ouest du Cameroun, elle supprime la moitié de ses 22 000 emplois. Fin 2016, ses plantations s'étendent sur 38 537 ha, dont 20 695 ha en hévéas (Caoutchouc), 13 945 ha en palmiers à huile, 3 897 ha en bananeraies.

## Activités
La CDC produit de la banane, de l'huile de palme, du caoutchouc naturel et quelques cultures plus marginales. Toutes ces plantations sont situées dans le sud-ouest du Cameroun, autour du mont du même nom.
La CDC possède trois usines pour la production de caoutchouc dit "TSR" (Technicaly Specified Rubber) :
- Tiko, la plus grosse des usines, est située sur l'axe routier Douala-Limbé. Elle produit essentiellement du TSR10 appelé CNR10 à base de "fonds de tasse" (cup lumps) et des RSS (feuilles séchées) à base de latex. Elle possède aussi une ligne de production de grades "latex" mais elle n'est pas exploitée. C'est aussi là qu'est situé le laboratoire principal.
- Pendamboko, située sur la route entre Tiko et Kumba, au niveau de Muyuka, est l'usine spécialisée dans la production de grades à base de latex que sont le TSR CV et le TSR L, appelés respectivement CNR CV et CNR L.
- Mukongé est située non loin de Kumba. Cette usine produit les mêmes grades que l'usine de Tiko.

## Responsabilité sociale
C'est à cette société qu'une grande partie du Cameroun anglophone doit ses logements, son éducation et ses infrastructures, elle y tient donc un rôle social prépondérant. La CDC possède aussi ses propres hôpitaux. 

## Privatisation
Depuis 1998, le gouvernement camerounais a entamé un processus de privatisation de la société mais seule la branché thé a jusqu'ici trouvé acquéreur. En 2002, la filière thé de la CDC est cédée à la CTE, Cameroon Tea Estates.

## Organisation

### Président du conseil d'administration
- Benjamin Mutanga Itoé (2014)

### Direction générale
- Franklin Ngoni Njie, depuis juin 2012[5]
- Henry Njalla Quan de 1996 à 2012
- Peter Mafany Musonge de 1988 à 1996